# Cynorta mesaensis
Cynorta mesaensis is een hooiwagen uit de familie Cosmetidae.